# Axelwalle

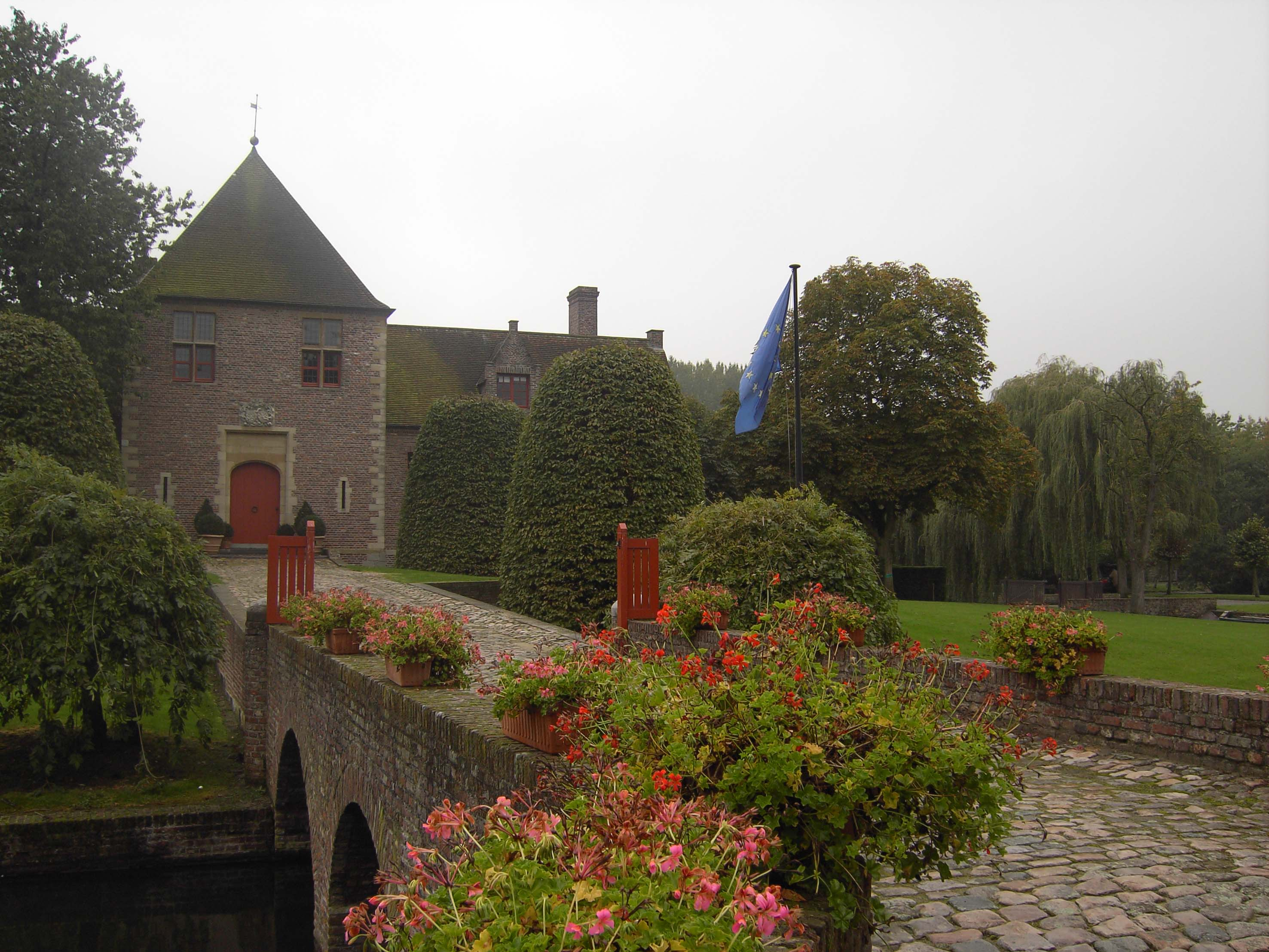
Gereconstrueerd kasteel Axelwalle

Axelwalle is de reconstructie van een gelijknamig middeleeuws kasteel. Het ligt in het noorden van Heurne, deelgemeente van Oudenaarde, nabij Zingem, deelgemeente van Kruisem.
Het 15de-eeuwse oorspronkelijke kasteel Axelwalle is gereconstrueerd in 1978.
Heurne groeide samen met Eine uit tot een heerlijkheid en herbergde ook de afzonderlijke heerlijkheid Axelwalle, die banden had met Heestert in Zwevegem en Moregem. Tegenwoordig herinnert een straatnaam in Heurne nog aan die heerlijkheid.
Baron Eugène Van Hoobrouck (†1856), heer van Axelwalle, Asper, Zingem en Moregem bouwde in 1792 een eigen kasteel in Moregem.